# 金光圭
金 光圭（キム・グァンギュ、1941年1月7日 - ）は、大韓民国の詩人。ソウル出身。

## 略歴
1941年1月7日に京城府鐘路区（現在のソウル特別市）で生まれる。朝鮮戦争(6.25戦争)時に避難していたが、1954年にソウルに戻り、ソウル中学校、ソウル高校で学んだ。中・高等学校に通いながら、国語教師として在職していた詩人趙炳華、小説家金光植から教えを受ける。1960年ソウル大学校独語独文学科に入学し、四月革命(4.19革命)時に学生デモ隊に参加した。
その後、ソウル大の大学院で修士学位を受け、ドイツのルートヴィヒ・マクシミリアン大学ミュンヘンに留学。1983年にソウル大学校で博士学位を受けた。1974年〜1980年釜山大学校で専任講師、助教授を務め、1980年から漢陽大学校の独文科で教鞭をとった。
1975年「文学と知性」の夏号に『有無(유무)』、『霊山(영산)』、『釜山(부산)』、『詩論(시론)』の4編の詩を発表し文壇デビューした。1979年に初詩集『我々を敵視する最後の夢(우리를 적시는 마지막 꿈)』を出した。1981年に詩選集「月の輪熊に(반달곰에게)』で第5回今日の作家賞、1984年『いいや、そうじゃない(아니다 그렇지 않다)』で第4回金洙暎文学賞、1994年詩集『アニリ(아니리)』で第4回片雲文学賞を受賞した。
金光圭は、詩人であると共に独文学者としてドイツ文学作品の翻訳などにも力を注ぎ、ドイツと韓国の文学交流に多くの寄与をしている。

## 受賞歴
- 1981年 第5回 今日の作家賞
- 1984年 第4回 金洙暎文学賞
- 1994年 第4回 片雲文学賞

## 作品
詩集
- 『クナク山の心(크낙산의 마음)』(文学と知性社、1986)
- 『しみったれのように(좀팽이처럼)』(文学と知性社、1988)
- 『水先(물길)』(文学と知性社、1994)
- 『持っているものは何も無いが(가진 것 하나도 없지만)』(文学と知性社、1998)

詩選集
- 『仄かな昔の愛の影(희미한 옛사랑의 그림자)－今日の詩人シリーズ15－』(民音社、1988)

散文集
- 『肉声と仮声(육성과 가성)』(文学と知性社、1996)